# Чемпіонат світу з футболу 2018 (кваліфікаційний раунд, УЄФА, група G)
Кваліфікаційний раунд чемпіонату світу з футболу 2018 в зоні УЄФА у Групі G визначить учасника ЧС-2018 у Росії від УЄФА.

## Турнірна таблиця
| М  | Команда            | І  | В | Н | П  | МЗ | МП | РМ  | О  |
| -- | ------------------ | -- | - | - | -- | -- | -- | --- | -- |
| 1. | Іспанія            | 10 | 9 | 1 | 0  | 36 | 3  | +33 | 28 |
| 2. | Італія             | 10 | 7 | 2 | 1  | 21 | 8  | +13 | 23 |
| 3. | Албанія            | 10 | 4 | 1 | 5  | 10 | 13 | −3  | 13 |
| 4. | Ізраїль            | 10 | 4 | 0 | 6  | 10 | 15 | −5  | 12 |
| 5. | Північна Македонія | 10 | 3 | 2 | 5  | 15 | 15 | 0   | 11 |
| 6. | Ліхтенштейн        | 10 | 0 | 0 | 10 | 1  | 39 | −38 | 0  |

## Розклад матчів

### 1 тур
| 5 вересня 2016 20:45 (20:45 UTC+2) |

| Албанія             | 2 – 1       | Північна Македонія |
| ------------------- | ----------- | ------------------ |
| Садіку 9' Балай 89' | Звіт(англ.) | Аліоскі 51'        |

| Лоро Борічі, Шкодер Арбітр: Гюсейн Геджек (Туреччина) |

| 5 вересня 2016 20:45 (21:45 UTC+3) |

| Ізраїль      | 1 – 3       | Італія                                     |
| ------------ | ----------- | ------------------------------------------ |
| Бен Хаїм 35' | Звіт(англ.) | Пелле 14' Кандрева 31' (пен.) Іммобіле 83' |

| Саммі Офер, Хайфа Арбітр: Сергій Карасьов (Росія) |

| 5 вересня 2016 20:45 (20:45 UTC+2) |

| Іспанія                                                                 | 8 – 0       | Ліхтенштейн |
| ----------------------------------------------------------------------- | ----------- | ----------- |
| Коста 10', 66' Роберто 55' Сільва 59', 90+1' Вітоло 60' Мората 82', 83' | Звіт(англ.) |             |

| Реїно де Леон, Леон Арбітр: Саймон Лі Еванс (Уельс) |

### 2 тур
| 6 жовтня 2016 20:45 (20:45 UTC+2) |

| Італія              | 1 – 1       | Іспанія    |
| ------------------- | ----------- | ---------- |
| Де Россі 82' (пен.) | Звіт(англ.) | Вітоло 55' |

| Ювентус Стедіум, Турин Арбітр: Фелікс Брих (Німеччина) |

| 6 жовтня 2016 20:45 (20:45 UTC+2) |

| Ліхтенштейн | 0 – 2       | Албанія                |
| ----------- | ----------- | ---------------------- |
|             | Звіт(англ.) | Єле 12' (аг) Балай 71' |

| Райнпарк, Вадуц Арбітр: Тамаш Богнар (Угорщина) |

| 6 жовтня 2016 20:45 (20:45 UTC+2) |

| Північна Македонія | 1 – 2       | Ізраїль                   |
| ------------------ | ----------- | ------------------------- |
| Несторовскі 63'    | Звіт(англ.) | Хемед 25' Бен-Хаїм ІІ 43' |

| Національна арена «Філіпп II Македонський», Скоп'є Арбітр: Андре Маррінер (Англія) |

### 3 тур
| 9 жовтня 2016 18:00 (19:00 UTC+3) |

| Ізраїль       | 2 – 1       | Ліхтенштейн |
| ------------- | ----------- | ----------- |
| Хемед 3', 16' | Звіт(англ.) | Гопель 49'  |

| Тедді Стадіум, Єрусалим Арбітр: Клейтон Пісані (Мальта) |

| 9 жовтня 2016 20:45 (20:45 UTC+2) |

| Албанія | 0 – 2       | Іспанія              |
| ------- | ----------- | -------------------- |
|         | Звіт(англ.) | Коста 55' Ноліто 63' |

| Лоро Борічі, Шкодер Арбітр: Бас Нейгейс (Нідерланди) |

| 9 жовтня 2016 20:45 (20:45 UTC+2) |

| Північна Македонія         | 2 – 3       | Італія                          |
| -------------------------- | ----------- | ------------------------------- |
| Несторовскі 57' Хасані 59' | Звіт(англ.) | Белотті 24' Іммобіле 75', 90+2' |

| Національна арена «Філіпп II Македонський», Скоп'є Арбітр: Данні Маккелі (Нідерланди) |

### 4 тур
| 12 листопада 2016 20:45 (20:45 UTC+1) |

| Албанія | 0 – 3       | Ізраїль                                  |
| ------- | ----------- | ---------------------------------------- |
|         | Звіт(англ.) | Захаві 18' (пен.) Айнбіндер 66' Атар 84' |

| Ельбасан Арена, Ельбасан Арбітр: Деніц Айтекін (Німеччина) |

| 12 листопада 2016 20:45 (20:45 UTC+1) |

| Ліхтенштейн | 0 – 4       | Італія                                     |
| ----------- | ----------- | ------------------------------------------ |
|             | Звіт(англ.) | Белотті 11', 44' Іммобіле 12' Кандрева 32' |

| Райнпарк, Вадуц Арбітр: Іван Бебек (Хорватія) |

| 12 листопада 2016 20:45 (20:45 UTC+1) |

| Іспанія                                               | 4 – 0       | Північна Македонія |
| ----------------------------------------------------- | ----------- | ------------------ |
| Велковскі 34' (аг) Вітоло 63' Монреаль 84' Адуріс 85' | Звіт(англ.) |                    |

| «Лос Карменес», Гранада Арбітр: Роберт Шергенгофер, (Австрія) |

### 5 тур
| 24 березня 2017 20:45 (20:45 UTC+1) |

| Італія                           | 2 – 0                   | Албанія |
| -------------------------------- | ----------------------- | ------- |
| Де Россі 12' (пен.) Іммобіле 80' | Звіт (FIFA) Звіт (UEFA) |         |

| Стадіо Ренцо Барбера, Палермо Арбітр: Славко Винчич (Словенія) |

| 24 березня 2017 20:45 (20:45 UTC+1) |

| Ліхтенштейн | 0 – 3                   | Північна Македонія               |
| ----------- | ----------------------- | -------------------------------- |
|             | Звіт (FIFA) Звіт (UEFA) | Ніколов 43' Несторовскі 68', 73' |

| Райнпарк, Вадуц Арбітр: Джонатан Лардо (Бельгія) |

| 24 березня 2017 20:45 (20:45 UTC+1) |

| Іспанія                                    | 4 – 1                   | Ізраїль      |
| ------------------------------------------ | ----------------------- | ------------ |
| Сільва 13' Вітоло 45+1' Коста 51' Іско 88' | Звіт (FIFA) Звіт (UEFA) | Рафаелов 76' |

| Ель-Молінон, Хіхон Арбітр: Майкл Олівер (Англія) |

### 6 тур
| 11 червня 2017 20:45 (21:45 UTC+3) |

| Ізраїль | 0 – 3                   | Албанія                     |
| ------- | ----------------------- | --------------------------- |
|         | Звіт (FIFA) Звіт (UEFA) | Садіку 22', 44' Мемушай 71' |

| Саммі Офер, Хайфа Арбітр: Олексій Кульбаков (Білорусь) |

| 11 червня 2017 20:45 (20:45 UTC+2) |

| Італія                                                            | 5 – 0                   | Ліхтенштейн |
| ----------------------------------------------------------------- | ----------------------- | ----------- |
| Інсіньє 35' Белотті 52' Едер 75' Бернардескі 83' Габб'ядіні 90+1' | Звіт (FIFA) Звіт (UEFA) |             |

| Стадіо Фріулі, Удіне Арбітр: Кевін Кленсі (Шотландія) |

| 11 червня 2017 20:45 (20:45 UTC+2) |

| Північна Македонія | 1 – 2                   | Іспанія              |
| ------------------ | ----------------------- | -------------------- |
| Рістовський 66'    | Звіт (FIFA) Звіт (UEFA) | Сільва 15' Коста 27' |

| Національна арена «Філіпп II Македонський», Скоп'є Арбітр: Павел Гіл (Польща) |

### 7 тур
| 2 вересня 2017 18:00 (18:00 UTC+2) |

| Албанія             | 2 – 0                   | Ліхтенштейн |
| ------------------- | ----------------------- | ----------- |
| Роші 54' Аголлі 78' | Звіт (FIFA) Звіт (UEFA) |             |

| Ельбасан Арена, Ельбасан Глядачів: 5,500 Арбітр: Сергій Лапочкін (Росія) |

| 2 вересня 2017 20:45 (21:45 UTC+3) |

| Ізраїль | 0 – 1                   | Північна Македонія |
| ------- | ----------------------- | ------------------ |
|         | Звіт (FIFA) Звіт (UEFA) | Пандев 73'         |

| Саммі Офер, Хайфа Глядачів: 11,350 Арбітр: Олексій Єськов (Росія) |

| 2 вересня 2017 20:45 (20:45 UTC+2) |

| Іспанія                  | 3 – 0                   | Італія |
| ------------------------ | ----------------------- | ------ |
| Іско 14', 40' Мората 77' | Звіт (FIFA) Звіт (UEFA) |        |

| Сантьяго Бернабеу, Мадрид Глядачів: 73,628 Арбітр: Бйорн Кейперс (Нідерланди) |

### 8 тур
| 5 вересня 2017 20:45 (20:45 UTC+2) |

| Італія       | 1 – 0                   | Ізраїль |
| ------------ | ----------------------- | ------- |
| Іммобіле 53' | Звіт (FIFA) Звіт (UEFA) |         |

| Стадіо Мапеі - Чітта дель Тріколоре, Реджо-нель-Емілія Глядачів: 15,507 Арбітр: Бенуа Бастьєн (Франція) |

| 5 вересня 2017 20:45 (20:45 UTC+2) |

| Ліхтенштейн | 0 – 8                   | Іспанія                                                                     |
| ----------- | ----------------------- | --------------------------------------------------------------------------- |
|             | Звіт (FIFA) Звіт (UEFA) | Рамос 3' Мората 15', 54' Іско 16' Сільва 39' Аспас 51', 63' Гопель 89' (аг) |

| Райнпарк, Вадуц Глядачів: 5,864 Арбітр: Івайло Стоянов (Болгарія) |

| 5 вересня 2017 20:45 (20:45 UTC+2) |

| Північна Македонія      | 1 – 1                   | Албанія  |
| ----------------------- | ----------------------- | -------- |
| Трайковський 78' (пен.) | Звіт (FIFA) Звіт (UEFA) | Роші 53' |

| Младост, Струмиця Глядачів: 3,493 Арбітр: Йонас Ерікссон (Швеція) |

### 9 тур
| 6 жовтня 2017 20:45 (20:45 UTC+2) |

| Італія       | 1 – 1                   | Північна Македонія |
| ------------ | ----------------------- | ------------------ |
| К'єлліні 40' | Звіт (FIFA) Звіт (UEFA) | Трайковський 77'   |

| Олімпійський стадіон, Турин Глядачів: 22,603 Арбітр: Тьягу Мартінш (Португалія) |

| 6 жовтня 2017 20:45 (20:45 UTC+2) |

| Ліхтенштейн | 0 – 1                   | Ізраїль  |
| ----------- | ----------------------- | -------- |
|             | Звіт (FIFA) Звіт (UEFA) | Тібі 22' |

| Райнпарк, Вадуц Глядачів: 3,498 Арбітр: Арнольд Гантер (Північна Ірландія) |

| 6 жовтня 2017 20:45 (20:45 UTC+2) |

| Іспанія                        | 3 – 0                   | Албанія |
| ------------------------------ | ----------------------- | ------- |
| Родріго 16' Іско 24' Тьяго 27' | Звіт (FIFA) Звіт (UEFA) |         |

| Хосе Ріко Перез, Аліканте Глядачів: 25,397 Арбітр: Олексій Єськов (Росія) |

### 10 тур
| 9 жовтня 2017 20:45 (20:45 UTC+2) |

| Албанія | 0 – 1                   | Італія       |
| ------- | ----------------------- | ------------ |
|         | Звіт (FIFA) Звіт (UEFA) | Кандрева 73' |

| Лоро Борічі, Шкодер Глядачів: 14,718 Арбітр: Свен Оддвар Моен (Норвегія) |

| 9 жовтня 2017 20:45 (21:45 UTC+3) |

| Ізраїль | 0 – 1                   | Іспанія          |
| ------- | ----------------------- | ---------------- |
|         | Звіт (FIFA) Звіт (UEFA) | Ільярраменді 76' |

| Тедді Стадіум, Єрусалим Глядачів: 28,700 Арбітр: Крейг Томсон (Шотландія) |

| 9 жовтня 2017 20:45 (20:45 UTC+2) |

| Північна Македонія                              | 4 – 0                   | Ліхтенштейн |
| ----------------------------------------------- | ----------------------- | ----------- |
| Мусліу 36' Трайковський 38' Барді 67' Адемі 69' | Звіт (FIFA) Звіт (UEFA) |             |

| Младост, Струмиця Глядачів: 4,518 Арбітр: Лоран Копріва (Люксембург) |

## Бомбардири
6 голів
- Чіро Іммобіле

5 голів
- Дієго Коста
- Іско
- Альваро Мората
- Давід Сільва

4 голи
- Андреа Белотті
- Вітоло
- Ілія Несторовскі